# Mens van Spy

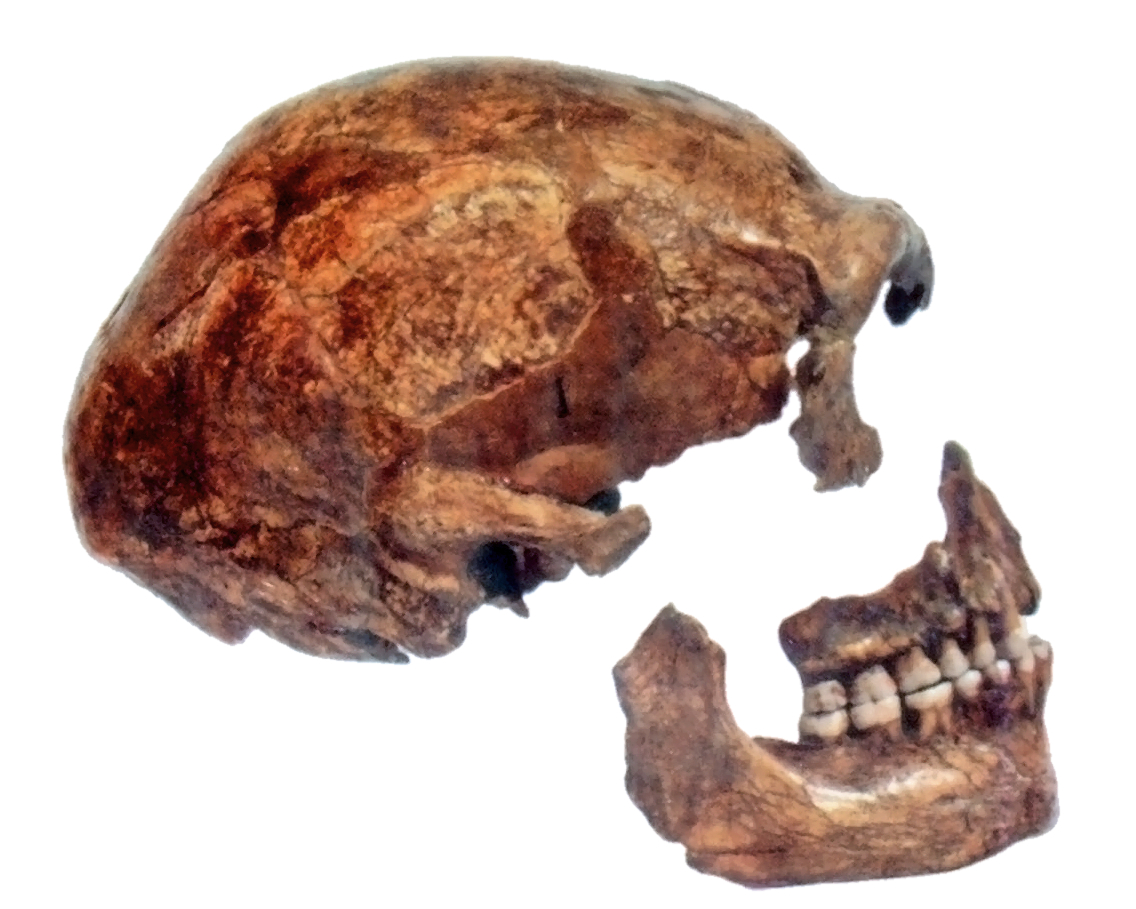
Schedel van Spy II

De Mens van Spy of verouderd Homo spyensis is de benaming voor de neanderthalerbeenderen die gevonden werden door de drie Luikse onderzoekers zijnde archeoloog Marcel De Puydt, geoloog Max Lohest en paleontoloog Julien Fraipont.
Deze beenderen van twee volwassenen en een kind werden in 1886 gevonden in de grotten van Spy nabij Spy. De positie van de beenderen wijst op een begrafenis. De fossielen zijn ruim 40.000 jaar oud en behoren tot de laatste fase van de neanderthaler in Noord-West-Europa. Toen de betreffende skeletresten werden gevonden daagde nog niet meteen het inzicht dat ze behoorden tot dezelfde uitgestorven mensensoort waarvan eerder ook resten waren gevonden in het Neandertal. Pas later ontstond er een completer beeld, na soortgelijke vondsten in met name Krapina, Le Moustier en La Chapelle-aux-Saints.
In 2012 werd een reconstructie van de mens van Spy gemaakt door het Koninklijk Belgisch Instituut voor Natuurwetenschappen in samenwerking met de Nederlandse broers Alfons en Adrie Kennis. Deze is te zien is in het bezoekerscentrum "l'Espace de l'Homme de Spy" te Onoz. 
Naast de menselijke beenderen werden ook beenderresten van uitgestorven dieren en geologische sedimentlagen onderzocht. Ook werd gereedschap en gebruiksvoorwerpen ontdekt die wijzen op een bewoning gedurende 100.000 jaar. In totaal werden er 1130 beenderen en fragmenten gevonden en 389 afzonderlijke tanden

## Literatuur (selectie)

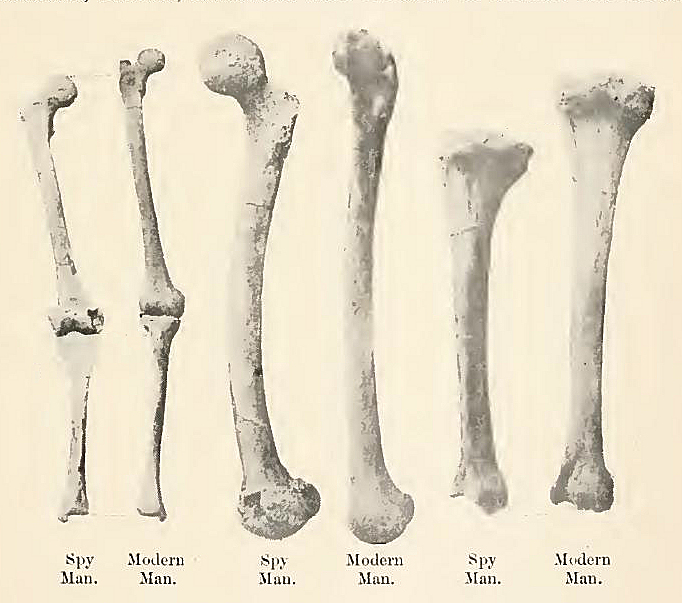
Vergelijking van beenderen
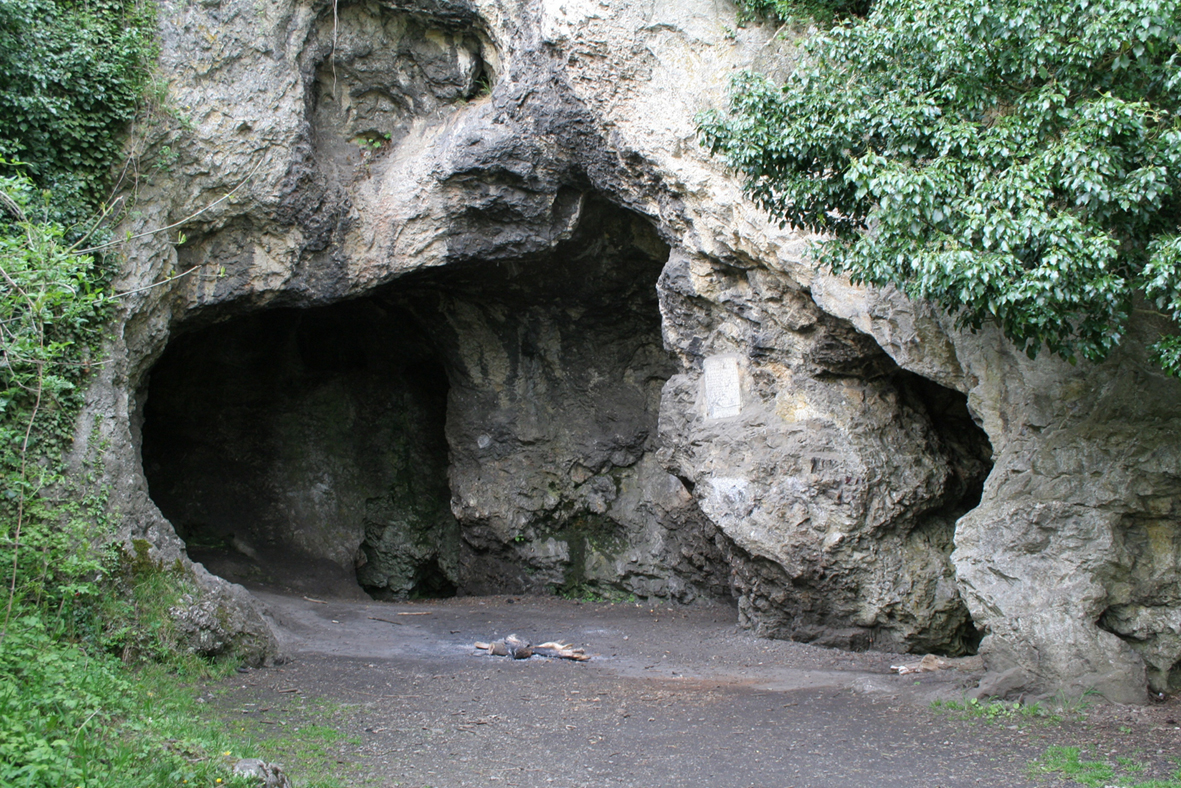
Grotten van Spy